# Enoc Aguado
Enoc Aguado Farfán, fue un abogado y político nicaragüense.

## Vida
Estudia en el Instituto Nacional de Occidente, pasa a la Universidad de su ciudad natal donde se gradúa de abogado. Liberal de principios, Aguado muy pronto se destaca en su partido a tal punto, que forma parte de la delegación liberal en las famosas conferencias del Denver en 1926.
Firmados los pactos entre el general José María Moncada, jefe militar del Ejército Liberal, y el abogado Henry. L. Stimson, enviado personal del presidente Calvin Coolidge, (4 de mayo de 1927) en Tipitapa, y ante la muerte sorpresiva de Antonio Medrano, lo vemos surgir como el componente de fórmula a la presidencia, creándose la fórmula Moncada-Aguado un 1 de octubre de 1929.
Los años en la vicepresidencia fueron muy duros para Aguado. Por una parte la intervención norteamericana se hacía sentir en todo su peso, y por otro lado, el abuso que algunos nicaragüenses ejercían ante la Comisión de Reclamos que se creó en ese entonces para indemnizar los daños causados por la guerra, hicieron que como miembro de esa comisión, Aguado elaborase un reglamento (5 de febrero de 1930) que es un ejemplo de su honestidad y el buen manejo de la cosa pública.
Su nacionalismo y su fe liberal, le hacen concebir en algún momento, (siendo todavía el vicepresidente del gobierno), un plan de levantamiento para expulsar a las tropas interventoras, y no tiene reparos en consultar su plan con el general Sandino quien le responde un 26 de octubre de 1930 de la manera siguiente: 

“Me gustaría tener aviso oportuno del momento que usted se lance al campo de limpieza del Honor Nacional, pues así nosotros tomaríamos rápidamente la ofensiva en estos cuatro Departamentos del Norte, hasta cerrar con broche de fraternidad la cadena en el lugar que usted se encontrase”.

En las administraciones liberales que le presiden, Aguado ocupa diferentes posiciones desde diputado, embajador, hasta llegar a ser Presidente de la Corte Suprema de Justicia.
El 21 de diciembre de 1946, en la ciudad de Ocotal, es lanzada su candidatura a la presidencia de la república. Aguado gana ampliamente la elección con 287,456 votos a su favor, habiendo obtenido su opositor el doctor Leonardo Argüello la suma de 9,842 votos, pero Somoza García cambia las cifras y se reconoce a Argüello como presidente.
Diez años va a tomarle a Aguado devolver esta afrenta, y a la edad de 74 años se embarca en la aventura del complot contra Somoza. Edwin Castro su ahijado le introduce a Rigoberto López Pérez, y él lo financia y le extendió una carta de presentación ante los exilados nicaragüenses en El Salvador, hecho que hizo posible que el exteniente Guardia Nacional (GN), Adolfo Alfaro, se convirtiese en el mentor de Rigoberto y lo entrenase para ejecutar el plan: la muerte de Anastasio Somoza García.
Hecho prisionero, Aguado fue tratado de la manera más brutal, el relato de Julio César Sandoval ilustra lo ocurrido:

“Frente a nosotros, aparte de la escuadra de nuestras celdas, había una jaula con paredes de rejas y de malla. Jaula como de circo, abierta al aire y a la luz. Ahí tenían, durmiendo en el suelo como un perro, al doctor Enoc Aguado. Como muebles, un catre sin colchón y una lata para los excrementos. Vestía pantalón y saco blancos de lino sucio y maltratado que nunca se cambió mientras yo estuve preso. No nos dejaban mandarle nuestras viandas. Acompañado por un GN se iba todas las tardes con su lata sobre los hombros a botar sus orines y sus heces. Cansado, vencido, doblado sobre la ofensa, cegato por la luz que en sus ojos todas las noches ponían en sus interrogatorios. Lo veíamos, llorábamos, nos sentíamos impotentes. Meses después, me dijeron que salió de la cárcel, ciego… para morir”.